# Łuszków
Łuszków – wieś w Polsce położona w województwie lubelskim, w powiecie hrubieszowskim, w gminie Horodło.
| SIMC    | Nazwa  | Rodzaj    |
| ------- | ------ | --------- |
| 0888913 | Komora | część wsi |

W latach 1975–1998 miejscowość administracyjnie należała do województwa zamojskiego. 
Wieś stanowi sołectwo gminy Horodło. W 2006 r. wieś zamieszkiwało 316 osób. Według Narodowego Spisu Powszechnego (III 2011 r.) liczyła 289 mieszkańców i była siódmą co do wielkości miejscowością gminy Horodło.
Często przyjmuje się, że najdalej na wschód wysunięty punkt Polski znajduje się w Zosinie. Jednak kolano Bugu, przy którym punkt ten się znajduje, należy administracyjnie do Łuszkowa (konkretnie do łuszkowskiej części wsi o nazwie Komora).

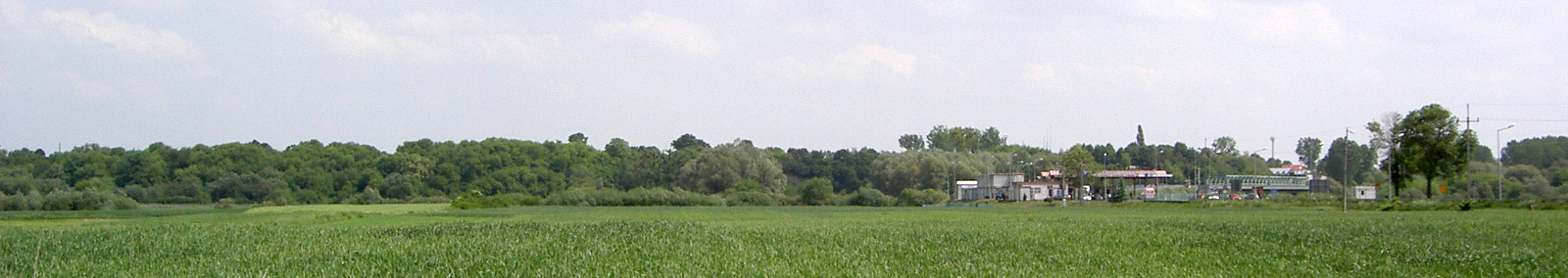
Kolano Bugu (wśród drzew), najdalej na wschód wysunięty punkt Polski, obok przejście graniczne

## Historia
Pierwsza wzmianka o miejscowości pochodzi z 1444 roku, kiedy książę bełski Władysław I nadał dworzyszcze Ustianowskie w Łuszkowie.
Pierwsza cerkiew istniała tu od 1531 roku. Według Słownika geograficznego Królestwa Polskiego z roku 1884 Łużków, w roku 1565 Loskow, wieś w powiecie hrubieszowskim. W roku 1565 w starostwie horodelskiem, miała dworzyszcza rozdzielone na 26 płóz (płoszi, 1 płoza to 12 zagonów ziemi), w tym 19½ osiadłych, było 4 zagrodników i karczmarz, Wołoszyn wolny pasł bydło, 4½  płoz było pustych, pop na płozie. Dochód ogółem złotych 29 i groszy 21. W latach 1891–1892 zbudowano w Łuszkowie komorę celną, przez którą przepędzano spore ilości bydła z Królestwa do Austrii. Od 1 stycznia 2003 roku częścią wsi Łuszków stała się ówczesna kolonia Komora.